# Millarus
Millarus is een monotypisch geslacht uit de familie Polycitoridae en de orde Phlebobranchia uit de klasse der zakpijpen (Ascidiacea).

## Soorten
- Millarus diogenes Monniot C. & Monniot F., 1988